# Байрон (Вайомінг)
Байрон (англ. Byron) — місто (англ. town) в США, в окрузі Біґ-Горн штату Вайомінг. Населення — 562 особи (2020).

## Географія
Байрон розташований за координатами 44°47′48″ пн. ш. 108°30′30″ зх. д. / 44.79667° пн. ш. 108.50833° зх. д. (44.796737, -108.508463).  За даними Бюро перепису населення США в 2010 році місто мало площу 2,47 км², з яких 2,35 км² — суходіл та 0,12 км² — водойми.

## Демографія
Згідно з переписом 2010 року, у місті мешкали 593 особи в 210 домогосподарствах у складі 161 родини. Густота населення становила 240 осіб/км².  Було 238 помешкань (96/км²).
Расовий склад населення:
| - 97,1 % — білих - 0,2 % — корінних американців - 1,9 % — осіб інших рас |

До двох чи більше рас належало 0,8 %. Частка іспаномовних становила 12,5 % від усіх жителів.
За віковим діапазоном населення розподілялося таким чином: 30,9 % — особи молодші 18 років, 55,4 % — особи у віці 18—64 років, 13,7 % — особи у віці 65 років та старші. Медіана віку мешканця становила 35,9 року. На 100 осіб жіночої статі у місті припадало 103,1 чоловіків;  на 100 жінок у віці від 18 років та старших — 100,0 чоловіків також старших 18 років.
Середній дохід на одне домашнє господарство  становив 60 313 долари США (медіана — 55 000), а середній дохід на одну сім'ю — 60 212 долари (медіана — 55 625). За межею бідності перебувало 16,6 % осіб, у тому числі 22,4 % дітей у віці до 18 років та 13,2 % осіб у віці 65 років та старших.
Цивільне працевлаштоване населення становило 255 осіб. Основні галузі зайнятості: мистецтво, розваги та відпочинок — 23,5 %, освіта, охорона здоров'я та соціальна допомога — 22,4 %, сільське господарство, лісництво, риболовля — 16,5 %.